# Żyżma
Żyżma (lit. Žižma; biał. Жыжма; ros. Жижма) – rzeka na Litwie i Białorusi, dopływ Gawii.